# 3. ceremonia wręczenia nagród Goya
Nagrody Goya 1989 – 3. ceremonia wręczenia hiszpańskich nagród filmowych Goya odbyła się 22 marca 1989 roku w Palacio de Congresos w Madrycie. Ceremonię wręczenia nagród poprowadzili Verónica Forqué i Antonio Resines.

## Laureaci
Laureaci nagród wyróżnieni są wytłuszczeniem

### Najlepszy film
- Kobiety na skraju załamania nerwowego
- Diario de invierno
- El túnel
- Espérame en el cielo
- Remando al viento

### Najlepsza reżyseria
- Gonzalo Suárez - Remando al viento
- Ricardo Franco - Berlín blues
- Francisco Regueiro - Diario de invierno
- Antonio Mercero - Espérame en el cielo
- Pedro Almodóvar - Kobiety na skraju załamania nerwowego

### Najlepszy scenariusz oryginalny
- Pedro Almodóvar - Kobiety na skraju załamania nerwowego
- Agustín Díaz Yanes i Rafael Moleón - Bâton Rouge
- Antonio Mercero, Horacio Valcárcel i Román Gubern - Espérame en el cielo
- Rafael Azcona, José Luis García Sánchez - Pasodoble
- Gonzalo Suárez - Remando al viento

### Najlepszy scenariusz adaptowany
- Antonio Giménez Rico i Manuel Gutiérrez Aragón - Jarrapellejos
- Gabriel Castro, Antonio Isasi-Isasmendi i Jorge R. Álamo - El aire de un crimen
- Joaquín Jorda, Vicente Aranda i Eleuterio Sánchez - El Lute II: mañana seré libre
- Félix Rotaeta - El placer de matar
- Carlos A. Cornejo i José A. Mahieu - El túnel

### Najlepszy aktor
- Fernando Rey - Diario de invierno
- Imanol Arias - El Lute II: mañana seré libre
- Antonio Ferrandis - Jarrapellejos
- Alfredo Landa - Sinatra
- José Soriano - Espérame en el cielo

### Najlepszy aktor drugoplanowy
- José Sazatornil - Spotkamy się w niebie
- Ángel de Andrés López - Bâton Rouge
- José Luis Gómez - Wiosłując z wiatrem
- Guillermo Montesinos - Kobiety na skraju załamania nerwowego
- Jorge Sanz - El Lute II: mañana seré libre

### Najlepsza aktorka
- Carmen Maura - Kobiety na skraju załamania nerwowego
- Victoria Abril - Bâton Rouge
- Ana Belén - Miss Caribe
- Ángela Molina - Luces y sombras
- María Fernanda D'Ocón - Caminos de tiza

### Najlepsza aktorka drugoplanowa
- María Barranco - Kobiety na skraju załamania nerwowego
- Laura Cepeda - Bâton Rouge
- Chus Lampreave - Espérame en el cielo
- Terele Pávez - Diario de invierno
- Julieta Serrano - Kobiety na skraju załamania nerwowego

### Najlepsza oryginalna muzyka
- Carmelo Bernaola - Pasodoble
- Lalo Shifrin - Berlín blues
- Alejandro Massó - El Dorado
- Bernardo Bonezzi - Kobiety na skraju załamania nerwowego
- Alejandro Massó - Remando al viento

### Najlepsze zdjęcia
- Carlos Suárez - Remando al viento
- Teo Escamilla - Berlín blues
- Teo Escamilla - El Dorado
- José Luis Alcaine - Malaventura
- José Luis Alcaine - Kobiety na skraju załamania nerwowego

### Najlepszy montaż
- José Salcedo - Kobiety na skraju załamania nerwowego
- José Salcedo - Bâton Rouge
- Teresa Font - Berlín blues
- Pedro del Rey - El Dorado
- José Salcedo - Remando al viento

### Najlepsza scenografia
- Wolfgang Burmann - Remando al viento
- Gerardo Vera - Berlín blues
- Terry Pritchard - El Dorado
- Rafael Palmero - Jarrapellejos
- Félix Murcia - Kobiety na skraju załamania nerwowego

### Najlepsze kostiumy
- Yvonne Blake - Remando al viento
- Gerardo Vera - Berlín blues
- Terry Pritchard i Maritza González - El Dorado
- Javier Artiñano - Jarrapellejos
- José María de Cossío - Kobiety na skraju załamania nerwowego

### Najlepsza charakteryzacja i fryzury
- Romana González i Josefa Morales - Remando al viento
- José Antonio Sánchez i Paquita Núñez - El Dorado
- Juan Pedro Hernández i Agustín Cabiedes - El Lute II: mañana seré libre
- Ángel Luis de Diego i Alicia Regueiro - Espérame en el cielo
- Gregorio Ros i Jesús Moncusi - Kobiety na skraju załamania nerwowego

### Najlepszy dźwięk
- Carlos Faruolo i Enrique Molinero - Berlín blues
- Gilles Ortion - El Dorado
- Gilles Ortion - Kobiety na skraju załamania nerwowego
- Daniel Goldstein i Ricardo Steinberg - Pasodoble
- Daniel Goldstein i Ricardo Steinberg - Remando al viento

### Najlepszy kierownik produkcji
- José G. Jacoste - Remando al viento
- Emiliano Otegui - Berlín blues
- Víctor Albarrán - El Dorado
- Esther García - Kobiety na skraju załamania nerwowego
- Marisol Carnicero - Pasodoble

### Najlepsze efekty specjalne
- Gonzalo Gonzalo, Basilio Cortijo i Carlo de Marchis - Slugs, muerte viscosa
- Reyes Abades - El Dorado
- Alberto Nombela - El Lute II: mañana seré libre
- Reyes Abades - Kobiety na skraju załamania nerwowego
- Reyes Abades - Remando al viento

### Goya Honorowa
- Imperio Argentina (aktorka)